# Kevin Stephan
Kevin Stephan (* 23. Juli 1990 in Berlin) ist ein deutscher Fußballspieler.

## Karriere im Jugendbereich
Stephan tat seine ersten Schritte als Fußballspieler im Alter von sechs Jahren beim SSC Teutonia 1899. 2003 ging er zu den Reinickendorfer Füchsen, bevor er 2006 in die Jugendabteilung von Tennis Borussia Berlin wechselte. Mit TeBe qualifizierte sich Kevin Stephan für die neugegründete U-17-Bundesliga. Im selben Jahr gewann er mit der Poelchau-Oberschule die in Chile ausgetragene Fußball-Schulweltmeisterschaft, wobei ihm beim 2:1-Finalerfolg gegen die Auswahl Südafrikas ein Treffer gelang und er ein weiteres Tor vorbereitete. Altersbedingt folgte am Saisonende der Wechsel in die A-Jugend. Allerdings musste Tennis Borussia am Ende der Saison 2007/08 absteigen. Anschließend wechselte Kevin Stephan in die Jugend von Hertha BSC. Mit Hertha belegte er 2008/09 den vierten Platz.

## Karriere als Profi
2009/10 debütierte Stephan in der Regionalliga-Mannschaft von Hertha BSC. Dort gelangen ihm auf Anhieb neun Treffer, womit Stephan zusammen mit Marvin Knoll erfolgreichster Hertha-Torschütze wurde. In der Hinrunde der folgenden Saison gelang ihm jedoch nur noch ein Treffer.
Zu Beginn der Rückrunde wurde Kevin Stephan für anderthalb Jahre an den Zweitligisten FC Erzgebirge Aue ausgeliehen. Bei Aue debütierte Stephan am 22. Spieltag der Saison 2010/11, als er beim 1:0-Erfolg über TSV 1860 München kurz vor Schluss für Pierre le Beau eingewechselt wurde. Insgesamt kam er in seiner ersten Profisaison auf fünf Kurzeinsätze. In der Saison 2011/12 kam er überwiegend für die Reservemannschaft in der Oberliga Nordost zum Einsatz.
Zur Saison 2017/18 wechselt Kevin Stephan zum Regionalliga-Aufsteiger VSG Altglienicke. Nach 3 Jahren in Altglienicke wechselte Stephan zur Saison 2020/21 zum Berliner Sportverein Eintracht Mahlsdorf, mit der er in der Saison 2021/22 in der Fußball-Oberliga Nordost antritt.

## Erfolge
- Schulweltmeister in Chile 2007